# Roger Viklund
Roger Viklund, född 1957, är en svensk skribent och författare. Viklund beskriver sig själv som gnostiker. Han förespråkar mytteorin gällande evangelisternas Jesus och utkom år 2005 med boken Den Jesus som aldrig funnits (ny utgåva 2008) i vilken han beskriver Jesusmyten. Boken gavs ut på förlaget Vimi, som ägs och drivs av Roger Viklund. Hittills (2008) är detta den enda bok som förlaget gett ut. Enligt Viklunds egen uppfattning redovisar han i sin bok inga egna forskningsresultat utan endast tidigare kända forskningsresultat.

## Publikationer
- Viklund, Roger, Den Jesus som aldrig funnits; En kritisk granskning av Bibelns Jesus och kristendomens uppkomst, www.vimi.se, 2005. ISBN 91-631-7399-9.

## Källhänvisningar
1. ↑   Viklund, Roger; Den Jesus som aldrig funnits; En kritisk granskning av Bibelns Jesus och kristendomens uppkomst, www.vimi.se, 2005. ISBN 91-631-7399-9.